# Искровой разряд

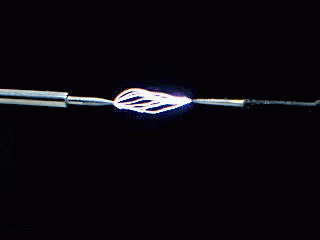
Несколько искровых разрядов, отснятых при длительной выдержке

Искрово́й разря́д (и́скра электрическая) — нестационарная форма электрического разряда, происходящая в газах. Такой разряд возникает обычно при давлениях порядка атмосферного и сопровождается характерным звуковым эффектом — «треском» искры. Температура в главном канале искрового разряда может достигать 10 000 К. В природе искровые разряды часто возникают в виде молний. Расстояние, «пробиваемое» искрой в воздухе, зависит от напряженности электрического поля у поверхности электродов и их формы. Для сфер, радиус которых много больше разрядного промежутка, она считается равной 30 кВ на сантиметр, для иголок — 10 кВ на сантиметр.

## Условия
Искровой разряд происходит, если мощность источника энергии недостаточна для поддержания стационарного дугового разряда или тлеющего разряда. В этом случае одновременно с резким возрастанием разрядного тока напряжение на разрядном промежутке в течение  короткого времени (от нескольких микросекунд до нескольких сотен микросекунд) падает ниже напряжения погасания искрового разряда, что приводит к прекращению разряда. Затем разность потенциалов между электродами вновь растёт, достигает напряжения зажигания, и процесс повторяется. В других случаях, когда мощность источника достаточно велика, также наблюдается вся совокупность явлений, характерных для этого разряда, но они являются лишь переходным процессом, ведущим к установлению разряда другого типа — чаще всего дугового.

## Природа
Искровой разряд представляет собой пучок ярких, быстро исчезающих или сменяющих друг друга нитевидных, часто сильно разветвлённых полосок — искровых каналов. Эти каналы заполнены плазмой, в состав которой в мощном искровом разряде входят не только ионы исходного газа, но и ионы вещества электродов, интенсивно испаряющегося под действием разряда. Механизм формирования искровых каналов (и, следовательно, возникновения искрового разряда) объясняется стримерной теорией электрического пробоя газов. Согласно этой теории, из электронных лавин, возникающих в электрическом поле разрядного промежутка, при определённых условиях образуются стри́меры — тускло светящиеся тонкие разветвлённые каналы, которые содержат ионизированные атомы газа и отщеплённые от них свободные электроны. Среди них можно выделить так называемый лидер — слабо светящийся разряд, «прокладывающий» путь для основного разряда. Он, двигаясь от одного электрода к другому, перекрывает разрядный промежуток и соединяет электроды непрерывным проводящим каналом. Затем в обратном направлении по проложенному пути проходит главный разряд, сопровождаемый резким возрастанием силы тока и количества энергии, выделяющегося в них. Каждый канал быстро расширяется, в результате чего на его границах возникает ударная волна. Совокупность ударных волн от расширяющихся искровых каналов порождает звук, воспринимаемый как «треск» искры (в случае молнии — гром).
Напряжение зажигания искрового разряда, как правило, достаточно велико. Напряжённость электрического поля в искре понижается от нескольких десятков киловольт на сантиметр (кВ/см) в момент пробоя до порядка 100 В/см спустя несколько микросекунд. Максимальная сила тока в мощном искровом разряде может достигать значений порядка нескольких сотен килоампер.
Особый вид искрового разряда — скользящий искровой разряд, возникающий вдоль поверхности раздела газа и твёрдого диэлектрика, помещенного между электродами, при условии превышения напряженностью поля пробивной прочности воздуха. Области скользящего искрового разряда, в которых преобладают заряды какого-либо одного знака, индуцируют на поверхности диэлектрика заряды другого знака, вследствие чего искровые каналы стелются по поверхности диэлектрика, образуя при этом так называемые фигуры Лихтенберга.
Процессы, близкие к происходящим при искровом разряде, свойственны также кистевому разряду, который является переходной стадией между коронным и искровым.
Поведение искрового разряда очень хорошо можно разглядеть на замедленной съёмке разрядов (Fимп.=500 Гц,U=400 кВ), полученных с трансформатора Тесла. Средний ток и длительность импульсов недостаточна для зажигания дуги, но для образования яркого искрового канала вполне пригодна.